# 370
- Wikisource

| Calendário gregoriano                                                        | 370 CCCLXX                      |
| Ab urbe condita                                                              | 1123                            |
| Calendário arménio                                                           | -182 – -181                     |
| Calendário bahá'í                                                            | -1474 – -1473                   |
| Calendário budista                                                           | 914                             |
| Calendário chinês                                                            | 3066 – 3067                     |
| Calendário copta                                                             | 86 – 87                         |
| Calendário etíope                                                            | 362 – 363                       |
| Calendários hindus - Vikram Samvat - Calendário nacional indiano - Cáli Iuga | 425 – 426 291 – 292 3470 – 3471 |
| Calendário Holoceno                                                          | 10370                           |
| Calendário islâmico                                                          | 260 BH – 259 BH                 |
| Calendário judaico                                                           | 4130 – 4131                     |
| Calendário persa                                                             | 252 BP – 251 BP                 |
| Calendário rúnico                                                            | 620                             |
| Calendário solar tailandês                                                   | 913                             |

370 (CCCLXX, na numeração romana) foi um ano comum do século IV que começou numa sexta-feira, segundo o calendário juliano.  Segundo o horóscopo chinês, foi o ano do Cavalo.
| Ano completo                        |
| ----------------------------------- |
| Ano comum com início à quinta-feira |

## Eventos
- Os Hunos invadem a Europa, vindos da Ásia.

## Nascimentos
- Hipátia de Alexandria (provável data)
- Faramundo, considerado como sendo o primeiro rei dos francos salianos